# Basitropis tessellatus
Basitropis tessellatus là một loài bọ cánh cứng thuộc chi Basitropis, trong họ Anthribidae. Loài này được Coquerel mô tả khoa học lần đầu tiên năm 1866.